# Кишинівський державний цирк
Кишинівський державний цирк (рум. Circul de Stat din Chișinău) — цирк у місті Кишинів, столиці Молдови.

## Історія

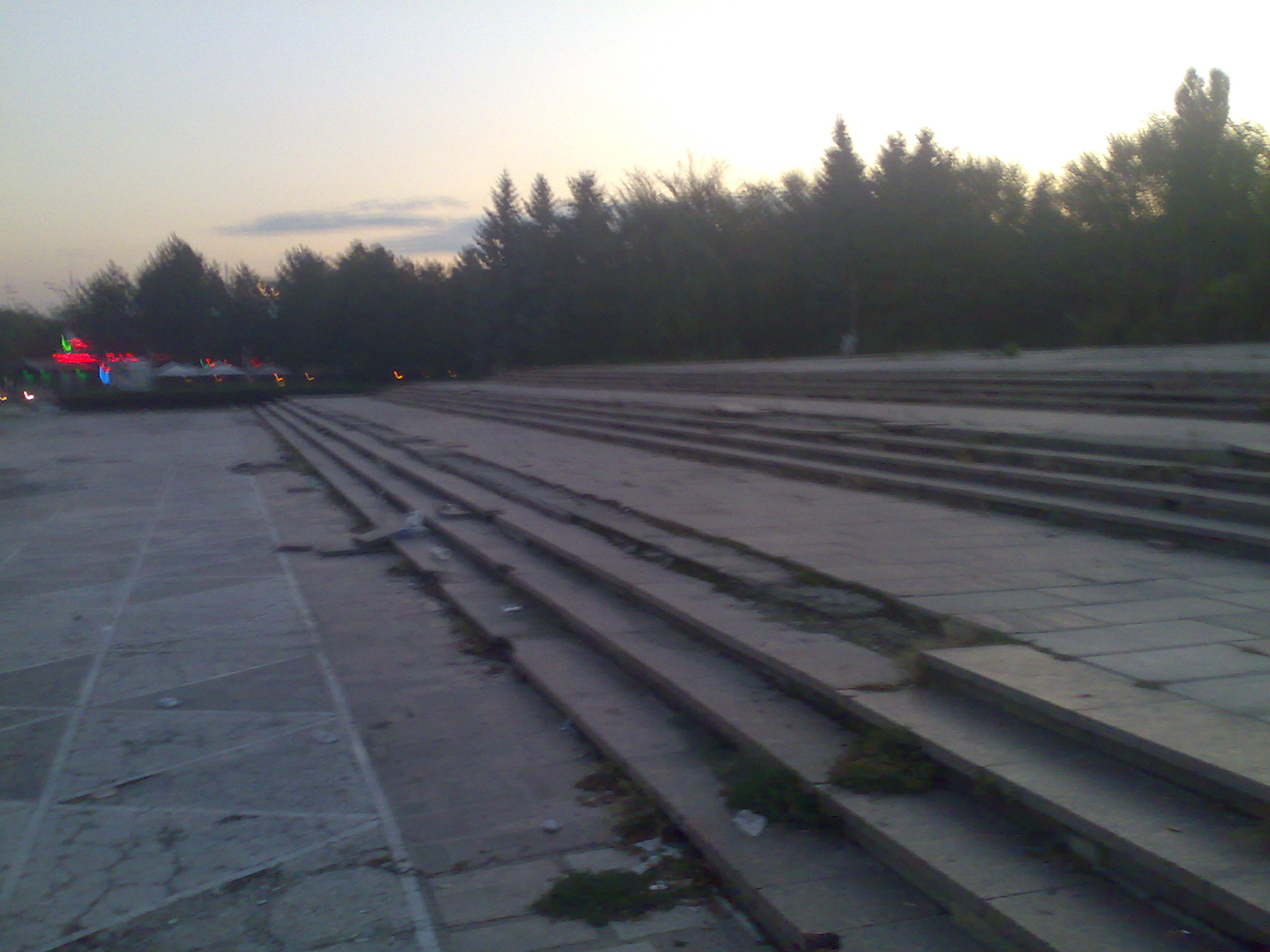
Стан сходів Кишинівського цирку, вересень 2010 року

### Радянський час
- 1981 рік - збудовано будівлю цирку (архітектори С. М. Шойхет та А. С. Кириченко[2]). До цього циркові вистави проводилися в тимчасових спорудах. Кишинівський цирк був четвертим у світі та першим у СРСР за красою та зручністю[3][4].

Зал для глядачів має арену діаметром 13 метрів, 1900 місць для глядачів і 100 — для робочої трупи. Купол збірно-розбірний. Навколо залу для глядачів розташоване прогулянкове фоє і літні веранди. Є спеціальний манеж для репетицій, кімнати для артистів та персоналу, приміщення для тварин, ветеринарний пункт.
25 квітня 1982 року представлено першу концертну програму, на честь 60-річчя утворення СРСР. За місяць Кишинівський цирк давав від 36 до 57 вистав, тоді як інші цирки СРСР давали по 12-14. На арені кишинівського цирку виступали артисти з Росії, Білорусі, України, Німеччини, Китаю, Фінляндії та інших країн.

### Цирк після розпаду СРСР

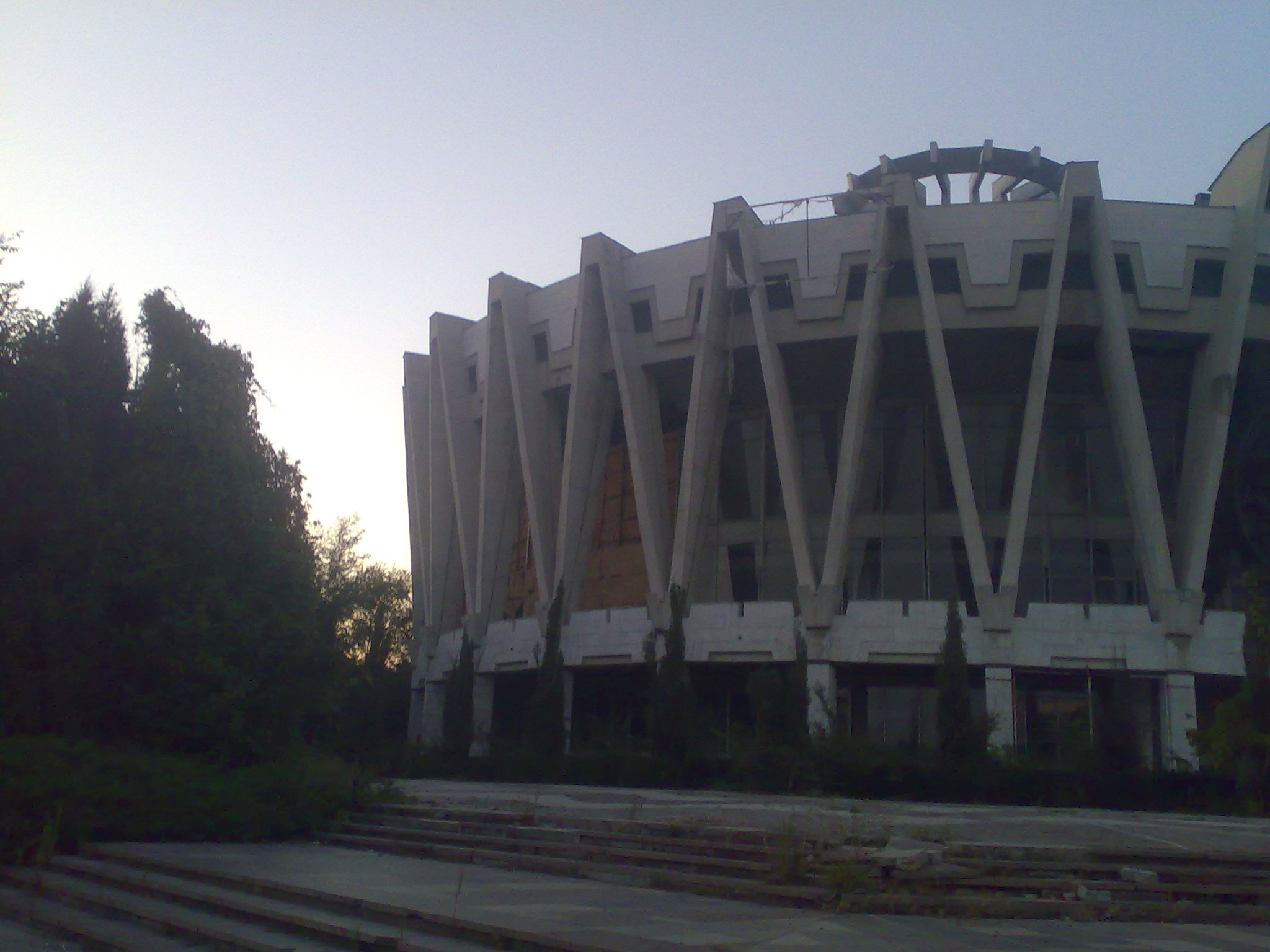
Стан Кишинівського цирку на вересень 2010 року. Вікна забиті картоном.

2004 року цирк закрився на ремонт, відтоді в його будівлі не проведено жодної циркової вистави.
- 2006 року оголошено про реорганізацію Кишинівського цирку в акціонерне товариство і про його продаж, для можливості законного залучення приватних інвестицій[6].
- 2007 року оголошено про приватизацію Кишинівського цирку[7].
- 2010 року Генеральна прокуратура Республіки Молдова оголосила продаж цирку незаконним і вимагала притягти до відповідальності кількох співробітників Міністерства культури Молдови, причетних до незаконних операцій. Зокрема, в заяві генпрокуратури Молдови фігурує договір про передачу у користування іноземній компанії на 29 років будівлі кишинівського цирку Міністерству культури. Генпрокуратура наказала повернути цирку колишній статус і скасувати рішення про його приватизацію. За цим фактом, як і з приводу кількох інших схожих інцидентів (зокрема, з театром «Лучаферул»), ініційовано кримінальні справи[7].
- 2011 — кілька спроб провести судове засідання з приводу приналежності Кишинівського державного цирку зазнали невдачі через неявку на засідання суду представників відповідача (кіпрської офшорної компанії «Pesnex Developments Limited»[8]). Глава Міністерства культури Республіки Молдова Борис Фокша в інтерв'ю журналістам агентства Unimedia заявив, що кіпрська компанія не виконала навіть проєкту реконструкції будівлі цирку, вона ж не виплачує заробітної плати його співробітникам і тепер ремонт цирку потребує вкладення вже 100 млн леїв[9].
- 28 березня 2011 року проведено засідання суду[9]. Економічна апеляційна палата Молдови ухвалила рішення визнати недійсним договір між акціонерним товариством «Кишинівський цирк» та кіпрською офшорною компанією «Pesnex Developments Limited». Проте Міністерство культури Молдови не стало до закінчення позову (можливою апеляцією кіпрських бізнесменів) фінансувати цирк. Незабаром після ухвалення рішення про визнання недійсною угоди щодо Кишинівського цирку його директор Георгій Слафенко раптово помер від раку[8].

Міністр культури Борис Фокша не заперечував, що можлива навіть приватизація цирку (в урядовому списку державних підприємств, що не підлягають приватизації, Кишинівський цирк відсутній).
До 2010 року повністю відремонтовано покрівлю, стіни будівлі, оновлено гримерні та малий манеж. Станом на 2010 рік, решта господарства цирку, зокрема, й парадний під'їзд (і сходи, що ведуть до нього) перебуває в аварійному стані, частина величезних вікон забита твердим картоном. Точних термінів закінчення ремонту на даний момент не існує, переважно через недостатнє фінансування.
30 травня 2014 року відкрито Малу арену цирку, зал має 300 місць для глядачів та арену діаметром 9,51 метра.

## Легенди, пов'язані з Кишинівським цирком
- Існує міська легенда, що в підвалах цирку часто чути дитячий плач. Люди, які працювали в цирку, пов'язували це з місцем, на якому його збудували — це колишній Міський цвинтар. Доходило до того, що будь-яку невдачу, банкрутство, смерть артиста пояснювали місцем, де стоїть Кишинівський цирк[5].